# 加古川市立志方小学校
加古川市立志方小学校（かこがわしりつ しかたしょうがっこう）は、兵庫県加古川市志方町にある市立小学校である。

## 概要
加古川市立志方小学校は、加古川市志方町の設置されている小学校の一校である。当校は、かつての志方城二の丸跡に建てられ、校歌に「二の丸」の歌詞が織り込まれている。

## 沿革

### 経緯
志方小学校は、1893年（明治26年）、尋常小学校として設立された。その後、1909年（明治42年）に高等科を併置し、尋常高等小学校となった。第二次世界大戦降伏後の学制改革によって、志方村立志方小学校となり、1979年、現行名の加古川市立志方小学校となった。

### 年表
- 1893年4月15日 - 志方尋常小学校として設立される。
- 1909年4月 - 高等科を併置し、志方尋常高等小学校と改称
- 1941年4月 - 国民学校令によって志方村立志方国民学校と改称
- 1947年4月 - 学制改革により志方村立志方小学校と改称
- 1954年7月 - 志方町誕生により校名を志方町立志方小学校と改称
- 1979年2月 - 加古川市と合併、校名を加古川市立志方小学校と改称
- 1993年5月 - 創立百周年記念事業実施
- 2010年1月 - 中庭ガーデニング築造工事完成
- 2011年2月 - 校舎・体育館耐震工事完了
- 2013年6月 - 創立120周年記念式典実施

## 教育目標
かしこく　　やさしく　　たくましく

## 学校行事
| - 4月 入学式 始業式 - 5月 運動会 - 6月 トライやるウィーク | - 7月 終業式 - 8月 PTA奉仕作業 - 9月 始業式 | - 10月 自然学校 修学旅行 - 11月 連合音楽会 - 12月 終業式 | - 1月 始業式 - 2月 管楽器交歓演奏会 - 3月 卒業式 修了式 |

## 児童会活動・クラブ活動など
- 志方小学校金管クラブ
- 志方小学校児童会

## 通学区域
- 加古川市[1]
  - 志方町志方町（しかたちょうしかたまち）
  - 志方町上冨木
  - 志方町投松（しかたちょうねじまつ）
  - 志方町高畑（1037を除く全域）
  - 志方町西飯坂
  - 志方町西中（178-1を除く全域）
  - 志方町横大路1〜84（ただし69を除く）

## 進学先中学校
- 加古川市立志方中学校

## 校区内の主な施設
- 志方城跡（観音寺）
- 志方郵便局
- 志方市民センター

## 交通
- JR山陽本線宝殿駅より4.1km

## 著名な出身者
- 塩田晋（元政治家）

## 通学区域が隣接している学校
- 加古川市立志方東小学校
- 加古川市立志方西小学校
- 加古川市立西神吉小学校
- 加古川市立東神吉小学校
- 加古川市立義務教育学校両荘みらい学園